# Arroyo de la Caballada
Der Arroyo de la Caballada ist ein im Süden Uruguays gelegener kleiner Flusslauf.
Der linksseitige, rund zehn Kilometer lange Nebenfluss des Río de la Plata entsteht aus dem in der Cuchilla de la Colonia entspringenden del Reducto sowie dem in der Cuchilla Riachuelo quellenden de la Higuera auf einer Höhe von etwa 70 Metern über dem Meeresspiegel. Von dort verläuft er auf dem Gebiet des Departamentos Colonia östlich der Stadt Colonia del Sacramento von Norden nach Süden. Etwa zwei Kilometer vor seiner Mündung in den Río de la Plata führt der Fluss teilweise kanalisiert durch ein gleichnamiges Sumpfgebiet. Linksseitiger Nebenfluss des Arroyo de la Caballada ist der Arroyo del General. Die Größe seines Einzugsgebiets beträgt rund 40 km². Über den Arroyo de la Caballada führt eine gleichnamige Brücke.